# Mikołaj Romanow (1859–1919)
Mikołaj Michajłowicz Romanow, ros. Николай Михайлович Романов (ur. 14 kwietnia?/26 kwietnia 1859 w Carskim Siole, zm. prawd. 24 stycznia 1919 w Piotrogrodzie) – wielki książę rosyjski, wojskowy, historyk.

## Życiorys

### Pierwsze lata
Wielki książę Mikołaj Michajłowicz urodził się 26 kwietnia 1859 w Carskim Siole jako najstarszy z siedmiorga potomków wielkiego księcia Michała Mikołajewicza oraz księżnej Olgi Fiodorowny, urodzonej jako księżniczka Cecylia Badeńska. Znany w rodzinie jako „Bimbo”, miał trzy lata kiedy, w 1862, rodzina przeniosła się do Tyflisu po tym, jak ojciec został mianowany namiestnikiem Kaukazu. Mikołaj spędził dzieciństwo i młodość w Gruzji, gdzie rodzina mieszkała przez lat dwadzieścia. Otrzymał spartańskie wychowanie. Ojciec zbyt zajęty swoimi służbowymi sprawami, rządowymi bądź wojskowymi, pozostawał kimś dalekim i odległym. Matka była zwolenniczką surowych metod wychowawczych i dominującą postacią w rodzinie. Mikołaj był ulubionym synem matki, łączyła ich bliska zażyłość, co dobrze odzwierciedla zachowana korespondencja pomiędzy nimi, w której doszukać się można podtekstów sugerujących kompleks Edypa u Mikołaja. Dorastając na Kaukazie, Michajłowiczowie, młodsza gałąź dynastii Romanowów, wychowywani byli w atmosferze, która niczym nie przypominała tej, w jakiej wychowywani byli ich kuzyni w stolicy Imperium. Postrzegani byli też jako bardziej od nich postępowi, o otwartych liberalnych poglądach różniąc się zdecydowanie od pozostałych przedstawicieli rodziny Romanowów.

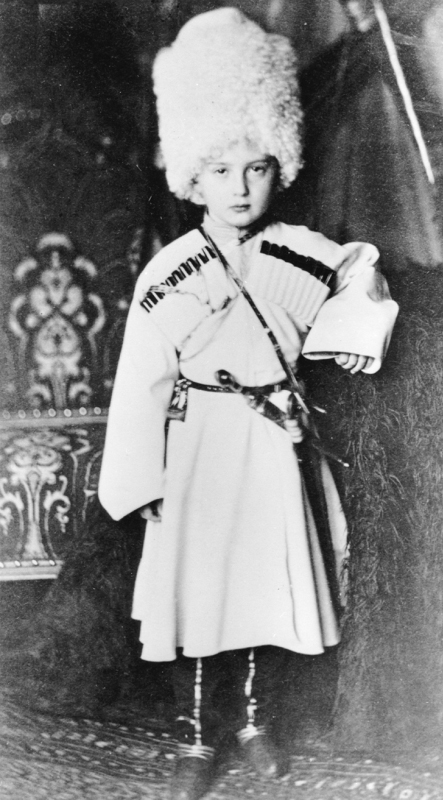
Wielki Książę jako dziecko

Synowie Wielkiego Księcia Michała Mikołajewicza odebrali nauki od prywatnych korepetytorów, a Mikołaj, uzdolniony i chłonny uczeń, wchłaniał z pasją przekazywaną wiedzę. Już od wczesnych lat Mikołaj interesował się sztuką, literaturą, architekturą i naukami ścisłymi. Jak to jednak było w zwyczaju w przypadku wszystkich męskich potomków rodziny, oczekiwano raczej że odda się karierze wojskowej. W Tyflisie, w roku 1877, Mikołaj dowodził batalionem Strzelców (Łuczników) Kaukaskich i walczył wraz z nimi na wojnie turecko-rosyjskiej w latach 1877–1878. Doświadczenia tej wojny były dla niego źródłem traumatycznych przeżyć i do końca życia uczyniły z niego pacyfistę. Kiedy ojciec został powołany w 1882 na Przewodniczącego Rady Cesarstwa, cała rodzina powróciła do Petersburga. Mikołaj został przydzielony do Brygady Kawalerii JM Cesarzowej Marii Fiodorowny.

### Uczony
Mikołaj Michajłowicz nie posiadał prawdziwego talentu wojskowego ani też zamiłowania do życia armijnego. Uwielbiał naukę i kształcenie się. Błagał swego ojca by ten zezwolił mu na wstąpienie na uniwersytet, ale Wielki Książę Michał Mikołajewicz stanowczo się temu sprzeciwiał. Aby zadowolić ojca Mikołaj rozpoczął studia w Nikołajewskiej Akademii Sztabu Generalnego, gdzie zresztą wyróżniał się w nauce. Nie był stworzony do życia wojskowego i o wiele więcej przyjemności sprawiało mu studiowanie motyli czy badania historyczne. Wstępując do wojska, jak czynili to wszyscy przedstawiciele rodziny Romanowych, wielki książę ostatecznie nabrał do armii zdecydowanie negatywnego stosunku i był jedynym przedstawicielem rodziny, który formalnie wystąpił ze służby wojskowej.
Od najmłodszych lat spędzonych na Kaukazie, Mikołaj rozwijał w sobie zainteresowanie botaniką. Zebrał też niezwykle cenną kolekcję rzadkich motyli, którą później podarował Akademii Nauk jednocześnie publikując dziesięciotomowe dzieło zatytułowane Rozważania na temat Łuskoskrzydłych (Lepidoptera). Naukowe zainteresowania przyrodnicze obejmowały także inne działy, w tym w szczególności pomologię. Mianowano go prezesem Rosyjskiego Towarzystwa Pomologicznego, wyhodował też bezpestkową mandarynkę. W czasie pierwszej wojny światowej, Mikołaj Michajłowicz opublikował także książkę poświęconą myślistwu, w której dał wyraz swym naukowym zainteresowaniom kaczkami i gęsiami.
Wkrótce jednak Mikołaj zainteresował się badaniami historycznymi. Jego pierwszą książkę, Książęta Dołgoruki, współuczestnicy rządów cara Aleksandra I, opublikowaną w roku 1890. Po niej miały nastąpić publikacje wielu innych, w tym pięciu tomów biograficznych portretów wielkich Rosjan z osiemnastego i dziewiętnastego wieku. Tomy obejmowały prezentację postaci z czasów panowania Katarzyny Wielkiej, Pawła I i Aleksandra I. Monumentalne to dzieło zawierające oryginalne zdjęcia wykonane w pałacach, muzeach i galeriach nadal pozostaje ważnym źródłem informacji, bowiem wiele z miejsc przedstawionych w dziele zostało w międzyczasie zniszczonych podczas wojny i rewolucji.
W roku 1905, Mikołaj opuścił na dobre armię i zajął się całkowicie swoimi zainteresowaniami naukowymi i badawczymi. Car Mikołaj II chętnie przyznał mu prawo do nieograniczonego dostępu do archiwum rodzinnego i biblioteki Romanowych. Wielki książę wkrótce opublikował wielotomowe wydanie (w sumie piętnaście woluminów) w języku rosyjskim i francuskim, poświęcone panowaniu cara Aleksandra I. To ważne dzieło przyniosło mu międzynarodowe uznanie w Europie. Załączone studia obejmują między innymi: dokumenty dyplomatyczne cara Aleksandra I oraz Napoleona; biografię bliskiego przyjaciela cara Aleksandra Pawła Strogonowa oraz biograficzne studia poświęcone Aleksandrowi I i jego żonie Elżbiecie Aleksejewnej.

### Dalsze lata
W 1917 roku nie został zatrzymany, pozwolono mu – jako historykowi, kontynuować pracę. W 1918 roku został jednak aresztowany i po pewnym czasie wraz z bratem Jerzym Michajłowiczem i dwoma kuzynami osadzony w piotrogradzkim więzieniu. O ich uwolnienie zabiegali co odważniejsi członkowie rosyjskiej inteligencji (prezydent Rosyjskiej Akademii Nauk – Aleksander Karpiński, Maksym Gorki oraz znani petersburscy lekarze). Gorki uzyskał nawet od Lenina wydanie obłudnego nakazu zwolnienia zatrzymanych, lecz osadzonych wcale nie zamierzano uwolnić. 30 stycznia (pojawiają się i inne daty, w tym 24 stycznia i 28 stycznia) wszyscy zostali pośpiesznie rozstrzelani przez bolszewików twierdzy Pietropawłowskiej tak, aby nakaz nie zdążył wejść w życie.
Mikołaj Michajłowicz posiadał odznaczenia: Order Świętego Andrzeja Apostoła Pierwszego Powołania, Order Świętego Aleksandra Newskiego, Order Świętego Jerzego IV klasy, Order Świętego Włodzimierza III i IV klasy, Order Orła Białego, Order Świętej Anny I klasy, Order Świętego Stanisława I klasy, pruski Order Pour le Mérite, Wirtemberski Order Korony, francuski Krzyż Wielki Legii Honorowej, grecki Order Zbawiciela, czarnogórski Order Daniela I, Order Gwiazdy Rumunii, szwedzki Królewski Order Serafinów, duński Order Słonia I klasy, badeński Order Wierności.
Został zrehabilitowany w 1999 roku.

### Sprawy osobiste
W roku 1879, kiedy Wielki Książę Mikołaj Michajłowicz miał lat dwadzieścia, złożył wizytę na dworze Wielkiego Księcia Fryderyka I Badeńskiego, który był jego wujem (od strony matki). W czasie tej wizyty zakochał się w swojej kuzynce księżniczce Wiktorii Badeńskiej. Jest czarująca i natychmiast wzbudza najmilsze uczucia, napisał, dodając Jeden jej pocałunek sprawia, że chcesz mówić i mówić bez końca. Rosyjski kościół prawosławny, który zabraniał małżeństw między kuzynami w pierwszej linii, nigdy nie zgodziłby się nawet rozpatrywać możliwości ewentualnego mariażu. Mimo tego, Mikołaj poprosił swego wuja Aleksandra II aby zezwolił na ślub grożąc, że jeśli nie uzyska zgody na ślub z Wiktorią Badeńską w przyszłości nigdy już się nie ożeni. Ostatecznie jednak księżniczka Wiktoria została królową Szwecji.
Po raz drugi, Mikołaj próbował znaleźć dla siebie żonę wywodzącą się rodu królewskiego w latach osiemdziesiątych XIX w. Był zainteresowany księżniczką Amelią Orleańską, najstarszą córką księcia Filipa, hrabiego Paryża. Mikołaj opisywał ją jako piękną, o masywnej budowie, obdarzoną pięknymi oczyma, ale niezbyt ładną, choć w sumie wspaniałą osobę. Poprosił rodziców o zgodę na ślub z Amelią, ale fakt, że Amelia była katoliczką a jej rodzina niechętna była ewentualnej zmianie wiary dziewczyny był już wystarczającą przeszkodą. Co więcej, rodzina chciała wydać ją raczej za króla Karola I Portugalskiego.